# Alain-Guillaume Bunyoni
Alain-Guillaume Bunyoni (Kanyosha, 23 de abril de 1972) es un político burundés que fue Primer ministro de Burundi desde el 24 de junio de 2020 hasta el 7 de septiembre de 2022. Antes de eso, desde 2015 hasta 2020, se desempeñó como Ministro de Seguridad Interna.

## Biografía
Bunyoni nació el 23 de abril de 1972 en la comuna de Kanyosha, en la Provincia de Buyumbura Rural. Fue educado en la Universidad de Burundi. Se graduó y apareció en la lista de graduados en 1994, pero no asistió a la ceremonia. En cambio, se unió a la lucha que estalló, tras el asesinato del presidente Melchior Ndadaye. Fue miembro de la fuerza de combate Fuerzas para la Defensa de la Democracia.

### Carrera política
En 2003, la CNDD-FDD alcanzó un alto el fuego con los otros combatientes en la Guerra civil de Burundi. Desde 2004 hasta 2005, Bunyoni fue el inspector general de la nueva fuerza policial. Desde 2005 hasta 2007, se desempeñó como jefe de Policía de Burundi.
Entre 2007 y 2011, Bunyoni se desempeñó como ministro de Seguridad Interna, un papel al que regresó entre 2015 y 2020. Desde 2011 hasta 2014, Alain-Guillaume Bunyoni fue nombrado jefe de la Oficina del Ministro de Asuntos Civiles en la Oficina del Presidente.
Además de las responsabilidades anteriores, Bunyoni estaba a cargo de varias responsabilidades de seguridad internacional, y en 2007 fue uno de los enviados de las Naciones Unidas a cargo de promover la paz y la seguridad. También presidió los Comités de Policía de África Oriental (OCCPAE) de la Interpol.
El 23 de junio de 2020, el Parlamento de Burundi votó para aceptar la nominación de Alain-Guillaume Bunyoni por Évariste Ndayishimiye, el presidente recién elegido, como el 8º Primer Ministro de Burundi. Asumió el cargo al día siguiente. Fue la primera persona en desempeñar el cargo en más de 20 años, pues el puesto había sido originalmente abolido en 1998. 
En abril de 2023, la policía de Burundi busca a Bunyoni pero, advertido de su inminente arresto, huye. No se conocen los hechos alegados. Finalmente fue arrestado el 23 de abril, su cumpleaños..